# 永遠に (沢田研二の曲)
「永遠に」（とこしえに / えいえんに）は、日本の歌手である沢田研二の65作目のシングル。
1998年6月24日に東芝EMIのイーストワールドレーベルより発売された。

## 解説
- 同年発売のアルバム『第六感』先行シングルであるが、アルバム収録バージョンとはアレンジが全く異なる。シングルではアコースティックギター1本、アルバムではエレキギターを複数重ねたスタイルで、どちらもギター以外の楽器は使われていない。
- 沢田のソロデビュー曲「君をのせて」（1971年）のコンビが復活したが、そのコンビとしては最後の作品となった。
- ライブではシングルバージョンで演奏される。
- JASRACに登録されている正題は「とこしえに」、副題として「えいえんに」と表記されている。自身が出演したラジオ番組「JUST A NEW DAY」での曲紹介では「えいえんに」と紹介している。

## 収録曲
1. 永遠に（acoustic guitar version）
作詞:岩谷時子、作曲:宮川泰、編曲:白井良明
2. 君にだけの感情（第六感）
作詞:沢田研二、作曲:樋口了一、編曲:白井良明

| スタブアイコン | サブスタブ | この項目は、まだ閲覧者の調べものの参照としては役立たない、シングルに関連した書きかけの項目です。この項目を加筆・訂正などしてくださる協力者を求めています（P:音楽/PJ:楽曲）。 |